# Myriam Tsikounas
Myriam Tsikounas, née le 11 novembre 1954, est, depuis septembre 2020, professeur émérite à l’université Paris 1 Panthéon-Sorbonne, établissement dans lequel elle a été successivement « jeune chercheur » (1983), assistante associée (1987), maître de conférences (1988) et professeure (1993), où elle a fondé et dirigé la composante « Images, sociétés, représentations » (ISOR) du centre de recherche Histoire du XIXe siècle (Paris 1 Panthéon-Sorbonne - Sorbonne Université) et le master « Histoire et audiovisuel ». 
Elle s’intéresse tout particulièrement à l'histoire des représentations et à l'écriture de l'histoire par l'image et au vedettariat.

## Formation
Myriam Tsikounas soutient sa thèse de 3e cycle en histoire en 1980 à l'université Paris VIII, sous la direction de Pierre Sorlin : « Babylone meurt. Paris renaît. La Commune filmée. Analyse historique de la Nouvelle Babylone ». 
En 1990, sa thèse d’État, dirigée par Jean-Paul Brunet et Pierre Sorlin à Paris VIII, est intitulée « Représentations d'une société : le cinéma muet soviétique ».

## Responsabilités éditoriales
Myriam Tsikounas est cofondatrice, en 1995, avec Remi Lenoir de Sociétés & Représentations, revue semestrielle transdisciplinaire qu'elle a codirigée jusqu'en septembre 2020.
Elle est rédactrice en chef adjointe de la revue Alcoologie et Addictologie, membre du comité de rédaction de la revue Télévision.
Elle est membre du conseil scientifique du Cahier Louis-Lumière, de La Revue d'histoire culturelle, des revues Mise au point et Sociétés & Représentations.
Elle dirige la collection « Addictions » aux éditions Le Manuscrit (Comité scientifique : Alain Corbin, Julia Csergo, Sébastien Le Pajolec, Didier Nourrisson, Pascal Ory).

## Publications
Liste des ouvrages et directions d'ouvrages :
- Nina Companeez : petit écran et grande histoire (dir. avec aurore Renaut), Paris, Éditions de la Sorbonne, coll. "Homme et société", 2024
- La Fabrication des vedettes dans l'entre-deux-guerres. Petits arrangements avec la biographie (dir. avec Anne Bléger), Rennes, PUR, 2024, 222 p. Portraits de Jeanne de Balzac, Lily Damita, Fernandel, Eve Francis, Lise Laurent, Ivan Mosjoukine, Dita Parlo.

- Le Monde de Mathilde, femme savante et criminelle, Chêne-Bourg, Georg, 2021, 288 p.
- Almanach du crime (avec Sébastien Aguilar, Frédéric Chauvaud, Michel Porret, Marc Renneville, Perrine Rogiez), Paris, Hachette, 2021, 224 p.
- « Pierre Desgraupes et l’audiovisuel avant 1969 », Sociétés & Représentations, n° 50, octobre 2020, p. 219-235.
- Fictions sérielles au temps de la RTF et de l’ORTF 1949-1974 (dir. avec Bernard Papin et le concours de Sabine Chalvon-Demersay), Paris, INA/L'Harmattan, coll. "Les Médias en actes", novembre 2018, 262 p.
- Patrice Chéreau en son temps (dir. avec Pascale Goetschel et Marie-Françoise Lévy), Paris, Éditions de la Sorbonne, Coll. "Homme et société", oct. 2018, 412 p.
- René Allio. Écrits d'écran (dir. avec Maxime Scheinfeigel), Paris, Ina/L'Harmattan, 2018, 210 p.
- La Caméra explore le crime. Les Causes célèbres du XIXe siècle à la télévision, Rennes, PUR, Mai 2017, 286 p. et cahier d'illustrations.
- René Allio, le mouvement de la création (dir. avec Sylvie Lindeperg et Marguerite Vappereau), Paris, Publications de la Sorbonne, mars 2017, 304 p.
- Patrice Chéreau à l'œuvre (dir. avec Marie-Françoise Lévy), Rennes, PUR, novembre 2016, 432 p.
- Le Sarcasme du mal. Histoire de la cruauté (XVIIIe – XXIe siècles) (dir. avec Frédéric Chauvaud et André Rauch), Rennes, PUR, avril 2016, 368 p.
- Écritures du feuilleton (dir. avec François Jost et Pascale Goetschel), Sociétés & Représentations, no 39, mai 2015, 245 p.
- Stars de télévision (dir. avec Dominique Pasquier), Télévision, no 6, avril 2015.
- 1967 au petit écran. Une semaine ordinaire (dir. avec Évelyne Cohen), Rennes, PUR, janv. 2014, 368 p.
- Les Histoires de René Allio (dir. avec Sylvie Lindeperg et Marguerite Vappereau), Rennes, PUR, octobre 2013, 319 p.
- L’Historien, le juge et l’assassin (dir. avec André Rauch), Paris, Publications de la Sorbonne, 2012, 286 p.
- Les Représentations du médecin addict (dir.), dossier d’Alcoologie et Addictologie, t. 33, no 4, déc. 2011, 76 p.
- Imaginaires urbains. Du Paris romantique à nos jours, Paris, Le Manuscrit, 2011, 363 p.
- Lire, voir, entendre. Réception des objets médiatiques (dir. avec Pascale Goetschel et François Jost), Paris, Publications de la Sorbonne, juin 2010, 400 p.
- Figures de femmes criminelles (dir. avec Loïc Cadiet, Frédéric Chauvaud, Claude Gauvard, Pauline Schmitt-Pantel), Paris, Publications de la Sorbonne, fév. 2010, 273 p.
- Quand les psychotropes font leur pub. 130 ans de promotion des alcools, tabacs, médicaments (avec Thierry Lefebvre et Didier Nourrisson), Paris, Nouveau Monde, janv. 2010, 306 p.
- Éternelles coupables. Femmes criminelles de l’Antiquité à nos jours (dir.), Paris, Autrement, mars 2008, 205 p.
- Ce que signer veut dire (dir. Avec Dominique Margairaz), Sociétés & Représentations, no 25, mars 2008, 245 p.
- Imaginaires parisiens XIXe – XXe siècles (dir. avec Jean-Louis Robert), Sociétés & Représentations, no 17, mars 2004, 427 p.
- Des murs et des hommes (dir. avec Guy Hennebelle), Panoramiques, no 67, mars 2004, 192 p.
- Les Halles : images d’un quartier (dir. avec Jean-Louis Robert et le concours de Martine Tabeaud, préface d’Alain Corbin), Paris, Publications de la Sorbonne, fév. 2004, 248 p.
- Les ambiguïtés de l’humanitaire : de Saint Vincent de Paul aux french doctors (dir. avec le concours de Pierre Bouretz) rééd. remise à jour de Panoramiques, 1996, Paris, Ministère de l’Intérieur, avril 2002, 200 p.
- Histoire et Alcool (avec Thierry Fillaut et Véronique Nahoum-Grappe), Paris, L'Harmattan, coll. « Logiques sociales », 1999, 220 p.
- Le Social en questions (dir. avec Remi Lenoir), Sociétés & Représentations, no 5, déc. 1997, 498 p.
- La Nuit (dir. avec Véronique Nahoum-Grappe), Sociétés & Représentations, no 4, avril 1997, 413 p.
- Michel Foucault. Surveiller et punir. La prison vingt ans après (dir. avec Remi Lenoir et Jean-Jacques Yvorel), Sociétés & Représentations, no 3, nov. 1996, 448 p.
- Le Corps à l'épreuve (dir. avec Remi Lenoir), Sociétés & Représentations, no 2, avril 1996, 288 p.
- Les Ambiguïtés de l'humanitaire, dir. et entretiens (avec le concours de Pierre Bouretz), Panoramiques, Le Seuil, 1er trim. 1996, 192 p.
- Art sous dépendance. Toxicomanies et création (dir., avec Jean-Jacques Yvorel), Sociétés & Représentations, no 1, nov. 1995, 268 p.
- Le Pouvoir médical (dir. avec Remi Lenoir), Panoramiques, Le Seuil, 4e trim. 1994, 208 p.
- Les Origines du cinéma soviétique : un regard neuf, Paris, Le Cerf, coll. « 7e Art », 1992, 243 p.
- La Nouvelle Babylone, Avant-Scène du Cinéma, Paris, déc. 1978, 58 p.

## Distinctions
- 1990 : Lauréate du prix Filippo Sacchi
- 2023 : Chevalier de la Légion d'honneur[8]